# Jonathan Franzen
Jonathan Earl Franzen, född 17 augusti 1959 i Western Springs i Illinois, är en amerikansk romanförfattare och essäist.
Franzen växte upp i Webster Groves, Missouri, som är en förort till Saint Louis. Han studerade vid Swarthmore College, där han 1981 tog en bachelorexamen och därefter vid Freie Universität Berlin som Fulbrightstipendiat. Hans debutroman The Twenty-seventh City (i svensk översättning Den tjugosjunde staden) kom ut 1988. Franzens romaner utspelar sig huvudsakligen i det samtida USA.
År 2001 vann hans roman The Corrections (i svensk översättning Tillrättalägganden) National Book Award.